# Francesco Villa (economista)
Francesco Villa (Milano, 1801 – Milano, 1884) è stato un economista italiano. Fu professore di contabilità di Stato all'università di Pavia dal 1842 al 1860. Introdusse in Italia il concetto di scienza economica e definì l'amministrazione aziendale come la scienza che studia la gestione e l'organizzazione aziendale, incorporandovi anche la ragioneria.

## Opere
- Contabilità applicata alle amministrazioni private e pubbliche (2 tomi, 1840-41)
- Elementi di amministrazione e contabilità (1850)